# Candy Costie
Candy Costie   (Seattle, 12 de març de 1963) és una nedadora estatunidenca, ja retirada, especialitzada en natació sincronitzada que va competir durant la dècada de 1980.
El 1984 va prendre part en els Jocs Olímpics d'Estiu de Los Angeles, on disputà les dues proves del programa de natació sincronitzada. Guanyà la medalla d'or en la prova per parelles, junt a Tracie Ruiz, mentre en la de solo abandonà.
En el seu palmarès també destaquen una medalla de plata al Campionat del Món de natació de 1982 i una medalla d'or als Jocs Panamericans. El 1995 fou inorporada a l'International Swimming Hall of Fame.